# Потехин, Давид Евсеевич
Дави́д Евсе́евич Поте́хин (22 декабря 1901, Геническ, Таврическая губерния — 4 ноября 1978, Казань) ― советский врач, терапевт, кандидат медицинских наук (1956), Заслуженный врач Татарской АССР (1940).

## Биография
Родился 22 декабря 1901 года в городе Геническ, Таврическая губерния, Российская империя.
В 1922 году поступил на медицинский факультет Крымского университета, в связи с упразднением факультета был направлен для продолжения образования в Казанский государственный университет, который окончил в 1927 году.
После получения диплома работал врачом и заведующий объединенным диспансером Лаишевского района. В 1929 году стал врачом туберкулезного диспансера города Цивильск (Чувашская АССР), затем назначен его заведующим.
В 1931 году избран ординатором кафедры внутренних болезней Казанского государственного института для усовершенствования врачей (ГИДУВ). После окончания аспирантуры, 16 января 1936 года утверждён в должности ассистента кафедры терапии Казанского государственного института для усовершенствования врачей имени В. И. Ленина.
30 декабря 1937 года назначен заместителем директора института по клиникам. Приказом по Народному комиссариату здравоохранения РСФСР с 8 января 1939 года Потехин был назначен директором Казанского ГИДУВа. В 1940 году за заслуги в области медицинского обслуживания трудящихся и за долголетнюю работу директору Казанского ГИДУВа Потехину было присвоено звание «Заслуженный врач Татарской АССР».
В 1942 году возглавил городской отдел здравоохранения Казани, работал на этой должности до 1944 года. В эти годы ему было присвоено воинское звание майора медицинской службы. В годы Великой Отечественной войны награждён орденами Красной Звезды, «Знак Почёта», медалями «За доблестный труд в Великой Отечественной войне 1941—1945 гг.», «За победу над Германией в Великой Отечественной войне 1941—1945 гг.», «За трудовую доблесть». Также награждён Почётными грамотами Президиума Верховного Совета Татарской АССР и Президиума Верховного Совета Мордовской АССР.
Летом 1951 года освобождён от должности директора Казанского ГИДУВа. 1 сентября того же года назначен на должность ассистента кафедры госпитальной терапии Казанского государственного медицинского института.
В июне 1955 года успешно защитил кандидатскую диссертацию на тему «К клиническому значению изменений устойчивости белкового комплекса кровяной сыворотки при патологических состояниях организма».
Потехин написал труды по диагностике, лечению, профилактике туберкулёза легких, язвы желудка, функции печени при различных патологических состояниях, проблеме белковой недостаточности при заболеваниях внутренних органов, этнопатогенезу рефлекторной стенокардии, терапии коронарной недостаточности.
Указом Президиума Верховного Совета РСФСР Давид Потехин награждён Орденом Трудового Красного Знамени.
Умер 4 ноября 1978 года в Казани.

## Награды и звания
- Орден Красной Звезды
- Орден Трудового Красного Знамени
- Орден «Знак Почёта»
- Медаль «За доблестный труд в Великой Отечественной войне 1941-1945 гг.»
- Медаль «За победу над Германией в Великой Отечественной войне 1941-1945 гг.»
- Медаль «За трудовую доблесть»

## Сочинения
- Из деятельности Цивильского туберкулезного диспансера // Вопросы туберкулеза. 1930. № 5/6.
- Рентгенотерапия хронического гриппа // Казанский медицинский журнал. 1937. № 3 (соавтор).